# Air Hong Kong
AHK Air Hong Kong Limited (stilizzata come Air Hongkong e comunemente nota come Air Hong Kong; cinese: 香港 華 民 航空) è una compagnia aerea cargo con sede a Chek Lap Kok, Hong Kong, con il suo hub principale presso l'aeroporto Internazionale di Hong Kong. La compagnia aerea gestisce una rete di trasporto merci espresso verso 12 destinazioni in nove paesi, tra cui Cina, Giappone, Malaysia, Filippine, Taiwan, Singapore, Corea del Sud, Thailandia e Vietnam. Ha una flotta di Airbus A300-600F, di cui la compagnia aerea era cliente di lancio di questa nuova variante. La sua sede principale si trova al quarto piano della Torre Sud di Cathay City.
Air Hong Kong è stata fondata nel novembre 1986 da tre uomini d'affari locali e ha iniziato i servizi di charter con un Boeing 707-320C cargo il 4 febbraio 1988. Nel giugno 1994, il più grande vettore di Hong Kong, Cathay Pacific, ha acquisito il 75% delle partecipazioni della compagnia aerea; e ha acquisito il restante 25% nel febbraio 2002. In ottobre, Cathay Pacific ha stipulato una joint venture con DHL Worldwide Express (DHL), che alla fine ha visto DHL acquisire una partecipazione del 40% nella compagnia aerea cargo, mentre Cathay Pacific ha mantenuto il restante 60% tenendo.
Il 7 luglio 2017, Cathay Pacific ha annunciato che avrebbe acquisito la partecipazione di DHL nella compagnia aerea.

## Storia
Air Hong Kong è stata fondata nel novembre 1986 da tre uomini d'affari locali dell'aeroporto di Stansted di Londra, che includeva Roger Walman. Roger collaborò con Tomas Sang di Hong Kong per aiutare a finanziare l'attività. La compagnia aerea iniziò i servizi charter con un Boeing 707-320C il 4 febbraio 1988, a Bombay (ora conosciuta come Mumbai), Gran Bretagna e Kathmandu; i servizi di linea iniziarono il 18 ottobre 1989. All'inizio del 1990, la compagnia aerea aveva due Boeing 707-320C e operava un servizio di linea cargo per Manchester, con diritti di traffico per Auckland, Bruxelles, Fukuoka, Guam, Melbourne, Nagoya, Osaka, Perth, Pusan, Singapore, Sydney, Vienna e Zurigo. Venne introdotto il servizio merci di linea per Nagoya e nell'aprile 1991 furono concessi nuovi diritti di traffico per Hanoi e Ho Chi Minh. Nel marzo 1992, ad Air Hong Kong vennero concessi ulteriori diritti di traffico per Cairns, Darwin, Dacca, Dubai, Kathmandu, Kuala Lumpur e Townsville. Entro marzo 1993, la compagnia aerea operava servizi cargo di linea per Bruxelles, Dubai, Ho Chi Minh, Manchester, Nagoya e Singapore con una flotta di due Boeing 747-100SF e un Boeing 707-320C.
Polaris Aircraft Leasing, una sussidiaria di General Electric Capital, stipulò un accordo nel 1993 per sospendere i pagamenti del leasing sui tre Boeing 747-100SF della compagnia aerea in cambio di un'opzione per acquistare fino al 49% della compagnia aerea nel gennaio 1995. Tuttavia, Cathay Pacific acquistò il 75% delle azioni della compagnia aerea per HK $ 200 milioni nel giugno 1994 e l'opzione venne annullata. Di fronte a richieste deboli e pesanti perdite finanziarie, la compagnia aerea venne costretta a terminare il noleggio del suo Boeing 707-320C e di uno dei suoi Boeing 747-100SF rispettivamente nel novembre 1994 e nel gennaio 1995, con solo due Boeing 747-100SF rimasti. Nel 2000, la compagnia aerea aveva una flotta di tre Boeing 747-200F con servizi di linea per Bruxelles, Dubai, Manchester e Osaka.
La madre della compagnia aerea, Cathay Pacific, acquisì il restante 25 percento delle azioni della compagnia aerea nel febbraio 2002 e Air Hong Kong divenne una sussidiaria interamente controllata. Il 1º luglio seguì una ristrutturazione operativa, in cui Air Hong Kong cessò i servizi per Bruxelles, Dubai e Manchester per concentrarsi sui servizi in Asia. Nell'ottobre 2002, Cathay Pacific stipulò un accordo di joint venture con DHL Worldwide Express (DHL) vendendo una quota del 30% nella compagnia aerea cargo in cambio di fondi per l'acquisto di aerei cargo di medie dimensioni per gestire la rete di DHL nella regione Asia-Pacifico da Hong Kong. La compagnia aerea mise da parte 300 milioni di dollari per acquistare cinque velivoli entro il 2004 e altri 100 milioni di dollari per almeno altre tre aerei entro il 2010. Nel marzo 2003, Cathay Pacific vendette un altro 10% del capitale a DHL mantenendo il 60% della compagnia aerea.
Air Hong Kong era il cliente di lancio dell'Airbus A300-600GF (General Freighter), una nuova variante dell'Airbus A300-600F. Questa ha un sistema di carico in grado di movimentare praticamente ogni tipo di container e pallet, e una porta laterale nella parte posteriore del piano inferiore in grado di movimentare merci di grandi dimensioni. La compagnia aerea ricevette la sua prima consegna di questo nuovo velivolo nel settembre 2004, con l'ottavo e ultimo velivolo consegnato il 22 giugno 2006. I nuovi cargo erano alimentati da due motori General Electric (GE) CF6-80C2.
Nel novembre 2007, Air Hong Kong ricevette un premio per l'eccellenza operativa dal produttore di aeromobili Airbus per aver ottenuto le migliori prestazioni complessive sull'utilizzo degli aeromobili, l'affidabilità operativa e il tempo medio di ritardo.

## Destinazioni
Al 2023, la compagnia opera voli cargo tra Cina, Corea del Sud, Filippine, Giappone, Malaysia, Singapore, Taiwan, Thailandia e Vietnam.

## Flotta

### Flotta attuale
Tutti gli aerei della compagnia operano per conto della DHL Aviation; il logo della DHL e la colorazione gialla/rossa/bianca è presente sulla coda di tutti gli aeromobili.
A febbraio 2024 la flotta di Air Hong Kong è così composta:

### Flotta storica
Air Hong Kong operava in precedenza con i seguenti aeromobili: